# Трайче Петкановски
Трайче Лазов Петкановски, още Андреев, е югославски партизанин и деец на комунистическата съпротива във Вардарска Македония.

## Биография
Роден е във велешкото село Бистрица на 7 октомври 1919 година. През 1942 г. формира първата партизанска база в Азот. Влиза във Велешко-прилепски народоосвободителен партизански отряд „Димитър Влахов“ между юни и декември 1942 г. В периода януари-август 1943 води партизанска група в Азот. Загива в битка с българската полиция и с четници, преследващи комунистическите партизани.
В негова чест е наречен Велешко-прилепският народоосвободителен партизански отряд „Трайче Петкановски“.